# SNURF
SNURF (англ. SNRPN upstream reading frame) – білок, який кодується однойменним геном, розташованим у людей на короткому плечі 15-ї хромосоми. Довжина поліпептидного ланцюга білка становить 71 амінокислот, а молекулярна маса — 8 412.
| 10         |  | 20         |  | 30         |  | 40         |  | 50         |
| ---------- |  | ---------- |  | ---------- |  | ---------- |  | ---------- |
| MERARDRLHL |  | RRTTEQHVPE |  | VEVQVKRRRT |  | ASLSNQECQL |  | YPRRSQQQQV |
| PVVDFQAELR |  | QAFLAETPRG |  | G          |  |            |  |            |

A: Аланін

C: Цистеїн

D: Аспарагінова кислота

E: Глутамінова кислота

F: Фенілаланін

G: Гліцин

H: Гістидин

K: Лізин

L: Лейцин

M: Метіонін

N: Аспарагін

P: Пролін

Q: Глутамін

R: Аргінін

S: Серин

T: Треонін

V: Валін

Локалізований у ядрі.